# بيتر ماير
بيتر ماير (بالألمانية: Peter Meyer )‏ (و. 1963 – م) هو سياسي، وقاضي، وقانوني، من ألمانيا، ولد في فونزيدل، شارك في الانتخابات الرئاسية الألمانية 2012.

## مناصب
تولى منصب عضو مجلس الشورى الموحد بافاريا.